# Neve Monosson
Neve Monosson (in ebraico נוה מונוסון‎?), noto anche come Neve Efraim e Neve Efraim Monosson, comunemente chiamato Monosson dai suoi abitanti, è un insediamento comunitario nell'Israele centrale con lo status autonomo di borgo municipale nel comune di Yehud-Monosson. Nel 2003 aveva una popolazione di 2.600 abitanti, ma la sua popolazione sta crescendo considerevolmente a causa dell'attuazione in corso del Progetto Tamar, all'interno del quale 200 appartamenti per famiglie vengono sostituiti da 800 appartamenti per famiglie all'interno del Progetto Pinui-Binui; questo progetto dovrebbe raddoppiare quasi la popolazione di Monosson.

## Storia
Neve Monosson fu fondata nel 1953 da un gruppo di famiglie sostenute da Fred (Efraim) Monosson, un ricco produttore di impermeabili e importante sionista di Boston, Massachusetts. Originariamente era destinata alle famiglie di dipendenti del principale aeroporto internazionale di Israele. Negli anni successivi divenne popolare tra le famiglie dei piloti delle compagnie aeree ed è oggi una comunità di classe media indipendente, a 20 minuti di auto dal centro di Tel Aviv, dove la maggior parte dei suoi pendolari opera.
La comunità era una società cooperativa all'interno del consiglio regionale locale dal 1953 e divenne un consiglio locale indipendente nel 1964. Nel 2003 fu eletta e istituita l'Amministrazione locale di Neve Monosson, al fine di preservare l'unica autonomia sociale e culturale della comunità all'interno di una fusione municipale con la vicina città di Yehud che ha creato il comune congiunto di Yehud-Monosson.
L'amministrazione locale, che nel 2005 ha ottenuto lo status municipale di borgo autonomo (Va'ad Rova Ironi) dal Ministero dell'interno, è responsabile di tutti gli aspetti della vita della comunità di Neve Monosson e riceve i servizi municipali di base dal comune congiunto.
La comunità, che ha una scuola elementare, un country club, una truppa di esploratori, un palazzetto dello sport, una sala della cultura, una biblioteca e un sistema di supporto per gli anziani, è caratterizzata dal suo livello insolito di attività di volontariato. Le sue attività in comune sono gestite da organizzazioni no-profit di proprietà di membri della comunità.